# Monte Grifone
Monte Grifone este o arie protejată (arie specială de conservare — SAC, sit de importanță comunitară — SCI) din Italia întinsă pe o suprafață de 1.705 ha, integral pe uscat.

## Localizare
Centrul sitului Monte Grifone este situat la coordonatele 38°03′13″N 13°21′23″E / 38.053611°N 13.356389°E.

## Înființare
Situl Monte Grifone a fost declarat sit de importanță comunitară în septembrie 1995 pentru a proteja 3 specii de plante și 16 specii de animale. Situl a fost protejat și ca arie specială de conservare în martie 2017.

## Biodiversitate
Situată în ecoregiunea mediteraneană, aria protejată conține 9 habitate naturale: Păduri de Quercus ilex și Quercus rotundifolia, Pseudostepă cu ierburi și specii anuale de Thero-Brachypodietea, Pante stâncoase calcaroase cu vegetație casmofită, Iazuri temporare mediteraneene, Grohotișuri termofile și vest-mediteraneene, Păduri de stejar alb estice, Peșteri inaccesibile publicului, Galerii de Salix alba și de Populus alba, Tufărișuri termo-mediteraneene și de pre-deșert.
La baza desemnării sitului se află mai multe specii protejate:
- plante (3): Dianthus rupicola, Ophrys lunulata, Stipa austroitalica
- păsări (16): Alectoris graeca whitakeri, fâsă-de-câmp (Anthus campestris), lăstunul mare (Apus apus), ciocârlie-cu-degete-scurte (Calandrella brachydactyla), erete de stuf (Circus aeruginosus), erete vânăt (Circus cyaneus), șoim călător (Falco peregrinus), muscar negru (Ficedula hypoleuca), sfrâncioc cu cap roșu (Lanius senator), ciocârlie de pădure (Lullula arborea), gaia neagră (Milvus migrans), pietrar mediteranean (Oenanthe hispanica), viespar (Pernis apivorus), silvie roșcată (Sylvia cantillans), Tachymarptis melba, pupăză (Upupa epops)

Pe lângă speciile protejate, pe teritoriul sitului au mai fost identificate 73 de specii de plante, 8 specii de păsări, 2 specii de amfibieni, 2 specii de mamifere, 1 specie de reptile.